# Elaphe conspicillata
Elaphe conspicillata este o specie de șerpi din genul Elaphe, familia Colubridae, descrisă de Heinrich Boie în anul 1826. Conform Catalogue of Life specia Elaphe conspicillata nu are subspecii cunoscute.

## Galerie

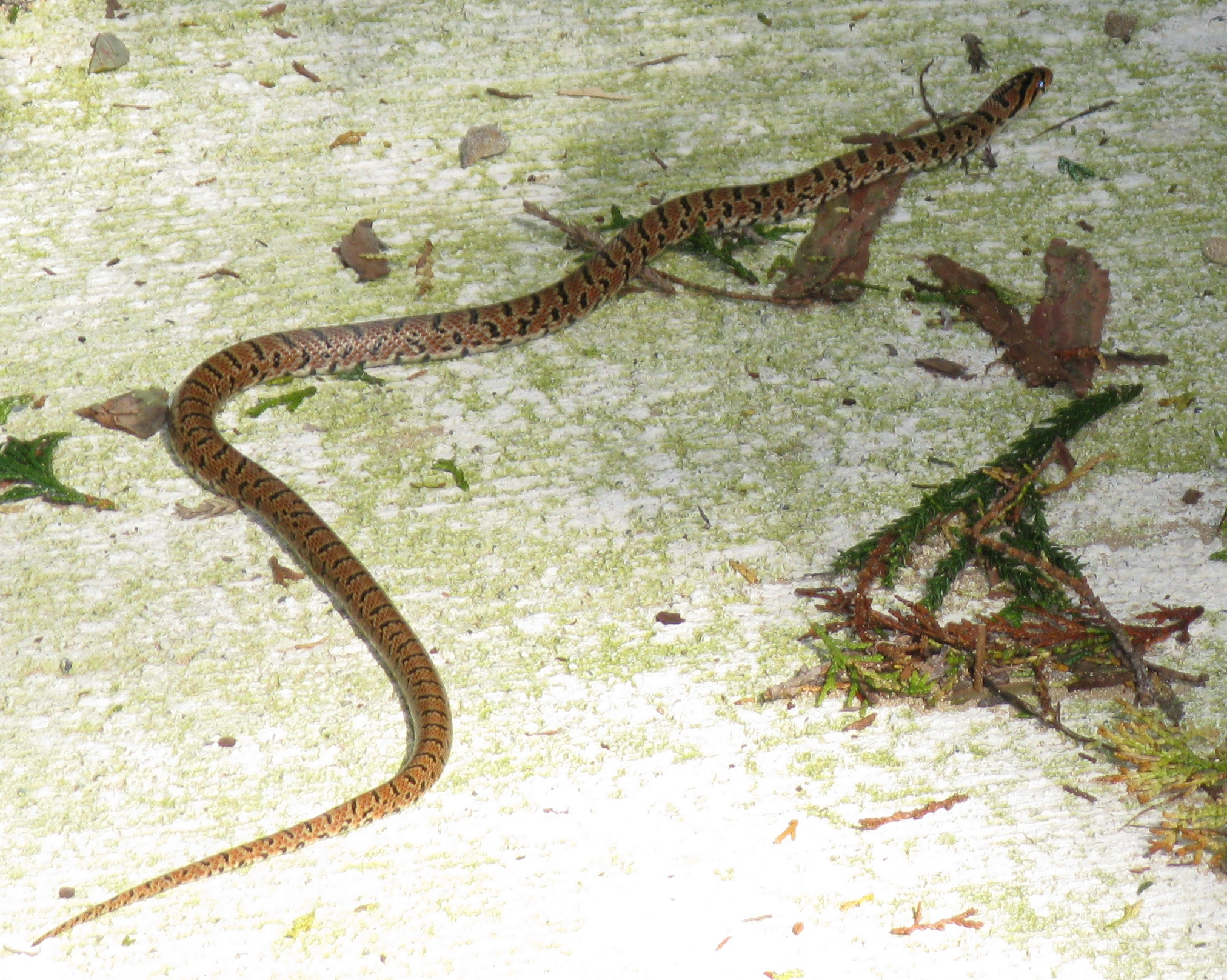